# آرثر نولز
آرثر نولز (10 أبريل 1858 - 10 يوليو 1929) (بالإنجليزية: Arthur Knowles)‏ هو لاعب كريكت بريطاني (وحمل سابقاً جنسية المملكة المتحدة لبريطانيا العظمى وأيرلندا).